# تشينفن
تشينفن (بالصينية: 千帆星座؛ البينيين: Qiānfān xīngzuò؛ بالترجمة الحرفية 'Thousand Sails Constellation') أو Qianfan بالإنجليزية ،  ومعناها «كوكبة الشراع الفضائي»  ويشار إليها أيضًا باسم G60 Starlink،  هي كوكبة أقمار اصطناعية عملاقة صينية مخططة للإنترنت عبر الأقمار الصناعية في مدار أرضي منخفض لإنشاء نظام تغطية إنترنت عالمي. تم إنشاؤها بواسطة شركة Shanghai Spacecom Satellite Technology (SSST)، وهي شركة مدعومة من حكومة بلدية شنغهي الشعبية والأكاديمية الصينية للعلوم. بدأ المشروع في عام 2024م كمنافس لكوكبة أقمار ستارلنك الصناعية التي أنشأتها سبيس إكس (SpaceX)، ومن المقرر أن تتكون من أكثر من 15,000 قمر صناعي بحلول نهاية المشروع.

## تاريخ

### 2023
بدأ برنامج «ألف شراع» بإنشاء برنامج «خطة عمل شنغهاي لتعزيز تطوير الفضاء التجاري وإنشاء منطقة صناعية متقدمة لمعلومات الفضاء (2023-2025)» الذي أُعلن عنه لأول مرة في 20 نوفمبر.  جمعت حكومة شنغهاي 6.7 مليار يوان صيني (943 مليون دولار أمريكي) لتمويل بناء المشروع، الذي أُطلق عليه في البداية اسم G60 Starlink. 
تم تجميع أول قمر صناعي مُسطح لكوكبة الأقمار الصناعية الضخمة في ديسمبر 2023م. وتم تخصيص مرافق القمر الصناعي لشركة شنغهاي جيسي لتكنولوجيا الفضاء (جينيسات) المملوكة للدولة. 

### 2024
في يوم 6 أغسطس 2024م في تمام الساعة 06:42 بالتوقيت العالمي المنسق، أطلقت الصين أول مجموعة من ثمانية عشر قمرًا صناعيًا مسطحًا مرتبطًا بالمشروع باستخدام مركبة الإطلاق Long March 6A ، وهو الإطلاق المداري الخامس والثلاثين للصين في عام 2024م. انطلق الصاروخ من مُجمع الإطلاق Taiyuan الواقع في شمال مقاطعة شانشي ، ووضع الأقمار الصناعية إلى مدار قطبي. أفادت كل من الأكاديمية الصينية للعلوم وشركة علوم وتكنولوجيا الفضاء الصينية أن المهمة كانت «ناجحة تمامًا».   ومع ذلك، أفادت قيادة الفضاء الأمريكية أنه بعد وقت قصير من تسليم 18 قمرًا صناعيًا، انفصلت المرحلة العليا من Long March 6A وأحدثت سحابة من الحطام «أكثر من 300 قطعة من الحطام القابل للتتبع في مدار أرضي منخفض"».  
في 15 أكتوبر 2024م، الساعة 11:06 بالتوقيت العالمي المنسق، أطلق صاروخ لونج مارش 6A المجموعة الثانية المكونة من ثمانية عشر قمرًا صناعيًا من طراز تشينفن إلى مدار قطبي.
في 5 ديسمبر 2024م، الساعة 04:41 بالتوقيت العالمي المنسق، تم إطلاق مجموعة ثالثة مكونة من ثمانية عشر قمرًا صناعيًا من طراز تشينفن إلى مدار قطبي بواسطة صاروخ Long March 6A.